# Рормос-Унтерталь
Рормос-Унтерталь (нем. Rohrmoos-Untertal) — коммуна (нем. Gemeinde) в Австрии, в федеральной земле Штирия. 
Входит в состав округа Лицен.  Население составляет 1429 человек (на 31 декабря 2005 года). Занимает площадь 146,34 км². Официальный код  —  61 237.

## Политическая ситуация
Бургомистр коммуны — Петер Пильц (NBL) по результатам выборов 2005 года.
Совет представителей коммуны (нем. Gemeinderat) состоит из 15 мест.
- местный список: 9 мест.
- АНП занимает 5 мест.
- АПС занимает 1 место.